# Ronny Tamsiran
Ronny Tamsiran (circa  1962/1963 - 13 oktober 2020) was een Surinaams politicus. Hij was van 1996 tot 2015 lid van De Nationale Assemblée.

## Biografie
Ronny Tamsiran was afkomstig uit Commewijne en trad na de verkiezingen van 1996 voor het eerst toe tot De Nationale Assemblée (DNA), in de eerste jaren als lid van Pendawa Lima. Hierna volgde hij Paul Somohardjo naar diens nieuw opgerichte Pertjajah Luhur (PL). Tamsiran behield zijn zetel in DNA na de verkiezingen van 2000, 2005 en 2010. In 2013 besloot hij zich niet meer verkiesbaar te stellen vanaf 2015, om zo jongeren binnen de PL een kans te geven om boven te komen. Hij bleef wel betrokken als ondervoorzitter in het hoofdbestuur.
Hij was enige tijd ziek door longkanker, toen hij in oktober 2020 aan de gevolgen overleed. Tamsiran is 57 jaar oud geworden.